# できたできた
『できたできた』は、1960年4月5日から1964年3月17日までNHK教育テレビジョンの『幼稚園・保育所の時間』で放送されていた子供向け番組である。放送時間は毎週火曜日 10:40 - 11:00 （日本標準時）、別の時間帯での再放送あり。

## 概要
「ふとっちょおじさん」が、子供たちと一緒に絵を描いたり工作、楽しく遊ぶ内容の図画工作番組。
この番組からNHK教育テレビジョン→NHK Eテレの図画工作番組は「おじさんおはなししてよ」→「なにしてあそぼう→できるかな」→「つくってあそぼ」→「ノージーのひらめき工房」と60年以上にわたって続いていくことになる。

## 出演者
ふとっちょおじさん
演 - 梓欣造
子供好きの画家。
近所の魚屋さん
演 - 坂本新兵
大工さん
演 - 田村元治